# Unión de Árbitros Deportivos de Argentina
La Unión de Árbitros Deportivos de Argentina, conocida como UADA, es un sindicato que agrupa árbitros deportivos de varias disciplinas con alcance en todo el territorio argentino, que oficialmente se constituyó en agosto de 2023.
Con sede central en Rosario, provincia de Santa Fe, la organización nuclea principalmente árbitros profesionales de fútbol de la Asociación del Fútbol Argentino, ubicados geográficamente en el interior del país, conducidos por los excolegiados Sergio Pezzotta y Juan Pablo Pompei. Cuenta con casi 200 árbitros afiliados, destacándose los internacionales Facundo Tello, Andrés Merlos, Darío Herrera, Fernando Espinoza y Pablo Echavarría, y árbitros asistentes también de categoría FIFA, como Gabriel Chade,  Pablo González, Facundo Rodríguez , José Savorani y Cristian Navarro.
Es la tercera asociación de este tipo en Argentina, junto a la Asociación Argentina de Árbitros, que agrupa colegiados de la ciudad de Buenos Aires y alrededores, y el SADRA.

## Historia
La UADA quedó formalmente inscripta en el Registro de Asociaciones Sindicales de Trabajadores el 14 de agosto de 2013, con la resolución 1022/2023 del Boletín Oficial, signado por la ministra de Trabajo, Empleo y Seguridad Social, Raquel Olmos. Según lo expresado en la norma, la sanción fue dada el 10 de agosto.
Tras la oficialización, el sindicato tomó visibilización en el mundo del fútbol tras la presentación el 26 de agosto en un encuentro de dirigentes del interior que tuvo lugar en el Estadio Aldo Cantoni, de San Juan, donde acudieron casi 10 000 allegados. Pezzotta y Pompei asistieron y mostraron una camiseta de árbitro con el escudo de UADA en el pecho, además de entregarle al presidente de AFA, Claudio Tapia, copia representativa de la resolución.

## Comisión directiva
El 25 de noviembre de 2023 se eligió mediante elecciones nacionales a las autoridades para el periodo 2023-2027. Se presentó una sola lista de unidad, que resultó electa.
- Secretario general: Sergio Pezzotta
- Secretario adjunto: Juan Pablo Pompei
- Secretario gremial: Andrés Merlos
- Tesorero: Cristian Cernadas
- Secretario de prensa, actas y relaciones públicas: Jorge Baliño
- Secretario de cultura y deportes: Fernando Espinoza
- Secretario de acción social, turismo y vivienda: Pablo González
- Secretario de ramas: Silvio Trucco
- Secretario de igualdad de oportunidades y derechos humanos: Gisela Trucco
- Vocales titulares:
  - Facundo Tello, Julio Fernández, Gabriel Chade, José Manuel Díaz, Guillermo Adrián González, José Savorani, Facundo Rodríguez.
- Vocales suplentes:
  - Leila Argañaraz, Darío Sandoval, Malvina Chiel, Federico Guaymas Tornero, Francisco Acosta.

## Árbitros FIFA

### Plantel de árbitros
UADA cuenta con árbitros principales, asistentes y VAR dentro de la nómina. La siguiente es una lista de todos los afiliados a UADA que representan a Argentina como árbitros internacionales por Conmebol y FIFA:
| Árbitro            | Residencia    |           |       |  |  |       |
| ------------------ | ------------- | --------- | ----- |  |  | ----- |
| Darío Herrera      | Lincoln       | 2015—     |       |  |  |       |
| Fernando Espinoza  | Mendoza       | 2016—     |       |  |  |       |
| Facundo Tello      | Bahía Blanca  | 2019—     |       |  |  |       |
| Andrés Merlos      | San Rafael    | 2020—     |       |  |  |       |
| Pablo Echavarría   | Córdoba       | 2022—     |       |  |  |       |
| Nazareno Arasa     | Rosario       | 2024—     |       |  |  |       |
| Silvio Trucco      | Rafaela       | 2013—2019 |       |  |  | 2022— |
| Jorge Baliño       | Tandil        | 2015—2018 |       |  |  | 2022— |
| Lucas Novelli Sanz | Tandil        |           |       |  |  | 2024— |
| Cristian Navarro   | San Martín    |           | 2014— |  |  |       |
| Gabriel Chade      | Chilecito     |           | 2016— |  |  |       |
| Pablo González     |               |           | 2019— |  |  |       |
| Facundo Rodríguez  | Resistencia   |           | 2020— |  |  |       |
| Gisela Trucco      | Rafaela       |           | 2020— |  |  |       |
| Gisela Bosso       | Rosario       |           | 2021— |  |  |       |
| Sebastián Ranieri  |               |           | 2022— |  |  |       |
| José Savorani      | Puerto Madryn |           | 2022— |  |  |       |

### Exárbitros
| Árbitro           | Residencia |           |  |  |  |   |
| ----------------- | ---------- | --------- |  |  |  | - |
| Sergio Pezzotta   | Rosario    | 2000—2012 |  |  |  | — |
| Juan Pablo Pompei | Olavarría  | 2004—2011 |  |  |  | — |